# Abuta velutina
Abuta velutina là một loài thực vật có hoa trong họ Biển bức cát. Loài này được Gleason mô tả khoa học đầu tiên năm 1931.